# 消夏图
消夏图常指描绘夏日里人们纳凉避暑情景的图画，宋、元、明、清各代均有不少佳作传世。

## 图画
收藏于北京故宫博物院的有：
- 南宋 《槐荫消夏图》
- 宋 《纳凉观瀑图》
- 南宋 《九成避暑图》
- 元 王蒙 《夏日山居图》
- 元 王蒙 《夏山高隐图》
- 明 沈周 《江亭避暑图》
- 明 陆治 《竹林长夏图》
- 清 董邦达 《乾隆皇帝松荫消夏图》

收藏于台北故宫博物院的有：
- 宋 《柳荫高士图》，获得清代乾隆皇帝题诗“柳荫高士若为高，放浪形骸意自豪。设问伊人何姓氏，于唐为李晋为陶。”
- 元 盛懋 《溪山清夏图》
- 明 仇英 《蕉阴结夏图》
- 明 仇英 《长夏江村图》
- 明 宋旭 《清吟消夏图》
- 宋 佚名 《宫沼纳凉图》

收藏于美国納爾遜-阿特金斯藝術博物館的有：
- 元代刘贯道的《消夏图》

收藏于武汉博物馆的有：
- 明 仇英 《竹梧消夏图》[3]

收藏于杭州博物馆的有：
- 明 张翀《竹梧消夏图》[3]

收藏于上海博物馆的有：
- 南宋 《水阁纳凉图》[2]
- 清 金廷标 《莲塘纳凉图》[2]

此外，北宋（张择端）的《清明上河图》中也有卖消暑饮品“饮子”的店铺。